# Уличная торговля

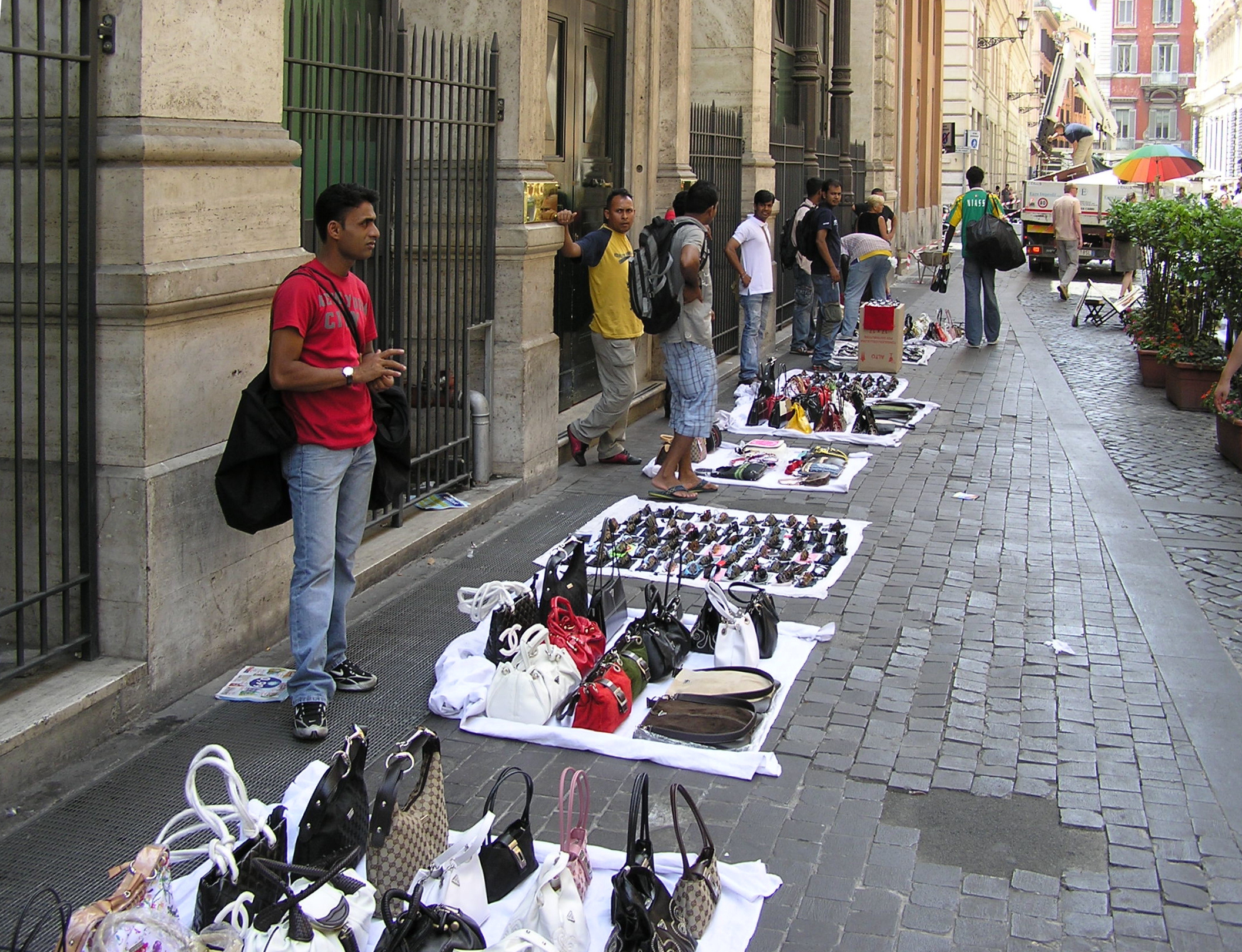
Уличные торговцы в Риме (Италия), фото 2007 года

Уличный торговец — продавец товаров, которые можно легко транспортировать, вне стационарной торговой точки. Как правило, такие торговцы продают недорогие товары, изделия ручной работы, продукты питания. Они часто рекламируют себя громкими выкриками, зазывают покупателей, чтобы привлечь внимание и увеличить продажи.

## Определение
Определение английского понятия
Согласно Словарю английского языка Коллинза, уличный торговец (hawker) — это «человек, который путешествует с места на место, продавая товары». В английском языке у этого понятия есть несколько синонимов:
- huckster — тот, кто что-то продаёт или обслуживает чьи-то интересы, используя навязчивую или показную тактику. Исторически это слово означало любого разносчика или торговца, но со временем приобрело уничижительный оттенок.
- peddler — продавец товаров «от двери до двери[англ.]» и/или путешествующий по стране. В США в XIX веке это слово часто использовалось для обозначения разносчика или коммивояжера. В Англии этот термин в основном использовался для обозначения путешественников, продававших товары в сельской местности, в небольших городах и деревнях.
- costermonger — уличный торговец фруктами и овощами в британских городах. Позже этот термин стал использоваться для обозначения уличных торговцев-разносчиков в целом.
- chapman — кочующий торговец или разносчик в Ранней современной Британии[англ.].

Основной признак уличного торговца — его мобильность: продаваемые товары, как правило, нетяжелы, их количество относительно небольшое, за короткий промежуток времени он может разложить/собрать продаваемое.
Британский публицист, редактор, драматург и журналист, исследователь жизни бедных классов общества Генри Мэйхью в середине XIX века писал: «Среди наиболее древних профессий, существовавших в то время в Англии, есть профессия уличного торговца или разносчика … в прежние времена лоточник торговал больше тканями, чем чем-либо другим». Мэйхью оценил количество лицензированных уличных торговцев в 1861 году в 14 038 человек в Англии, 2561 в Шотландии и 624 в Уэльсе.

## История

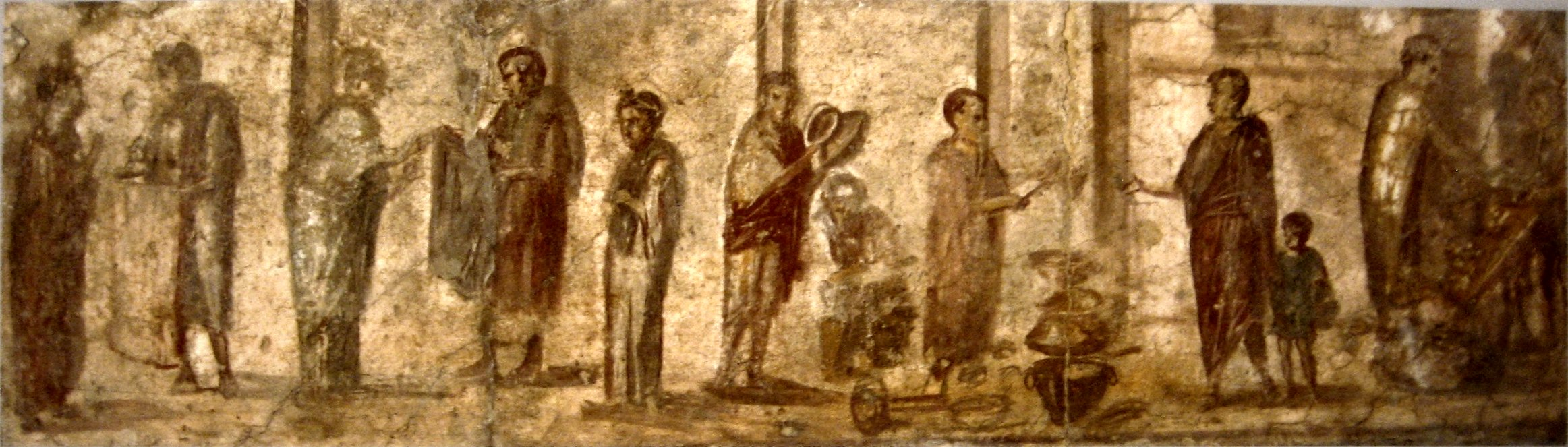
Фреска из Дом Юлии Феликс (Помпеи), изображающая сцены с участием различных лоточников и уличных торговцев на Форуме.

Уличная торговля известна с глубокой древности. Историк Клэр Холлеран изучила литературные, юридические и графические источники, чтобы найти доказательства присутствия уличных торговцев в древности, особенно в Древнем Риме. Интересно, что у римлян существовало несколько слов, обозначающих уличных торговцев разного типа: ambulator, circitor, circulator, institor. Уличные торговцы в основном продавали повседневную еду по низким ценам и группировались вокруг храмов, театров, бань и форумов, где можно было найти максимальное количество покупателей.
Литературные упоминания и изображения уличных торговцев средневекового периода встречаются довольно редко. Обществом они воспринимались как маргиналы.

## Современное общество и уличная торговля
Традиционно глубоко укоренившаяся в социальной и экономической структуре многих стран Глобального Юга, практика уличной торговли в последние десятилетия распространилась даже на самые развитые страны, принимая различные формы. Из сравнительного анализа различных социально-антропологических исследований уличных торговцев выявляются повторяющиеся и взаимосвязанные фигуры, которые можно разделить на различные типы: «признанный продавец», чья роль законна и/или институционально принята; «эфемерный продавец», чья деятельность носит спорадический характер и часто остается непризнанной; «подпольный торговец», работе которого недостает легитимности. Кроме того, их можно классифицировать в зависимости от их мобильности: стационарный торговец, ведущий бизнес в фиксированном месте; полустационарный торговец, работающий во временных сооружениях; и мобильный торговец, ведущий бизнес, переезжая в разные места.

## По странам и регионам
В большинстве случаев во всех странах мира уличные торговцы ведут свою деятельность нелегально: не оплачивая аренду места, сборы, налоги и т. п.

### Антильские острова
На англоязычных Антильских островах уличных торговцев называют higglers. Ямайский ресурс jamaicans.com даёт такое определение: производное от архаичного глагола to higgle, означающего «торговаться», — это уличные торговцы, которые составляют основу внутренней маркетинговой системы Ямайки. Многие из этих higglers садятся в самолёты, летящие в Майами, и возвращаются с товарами для продажи. Большинствр higglers продают свои товары в небольших придорожных киосках, на остановках общественного транспорта; основной ассортимент — закуски, сигареты, телефонные карточки или ещё более дешёвые товары.

### Аргентина

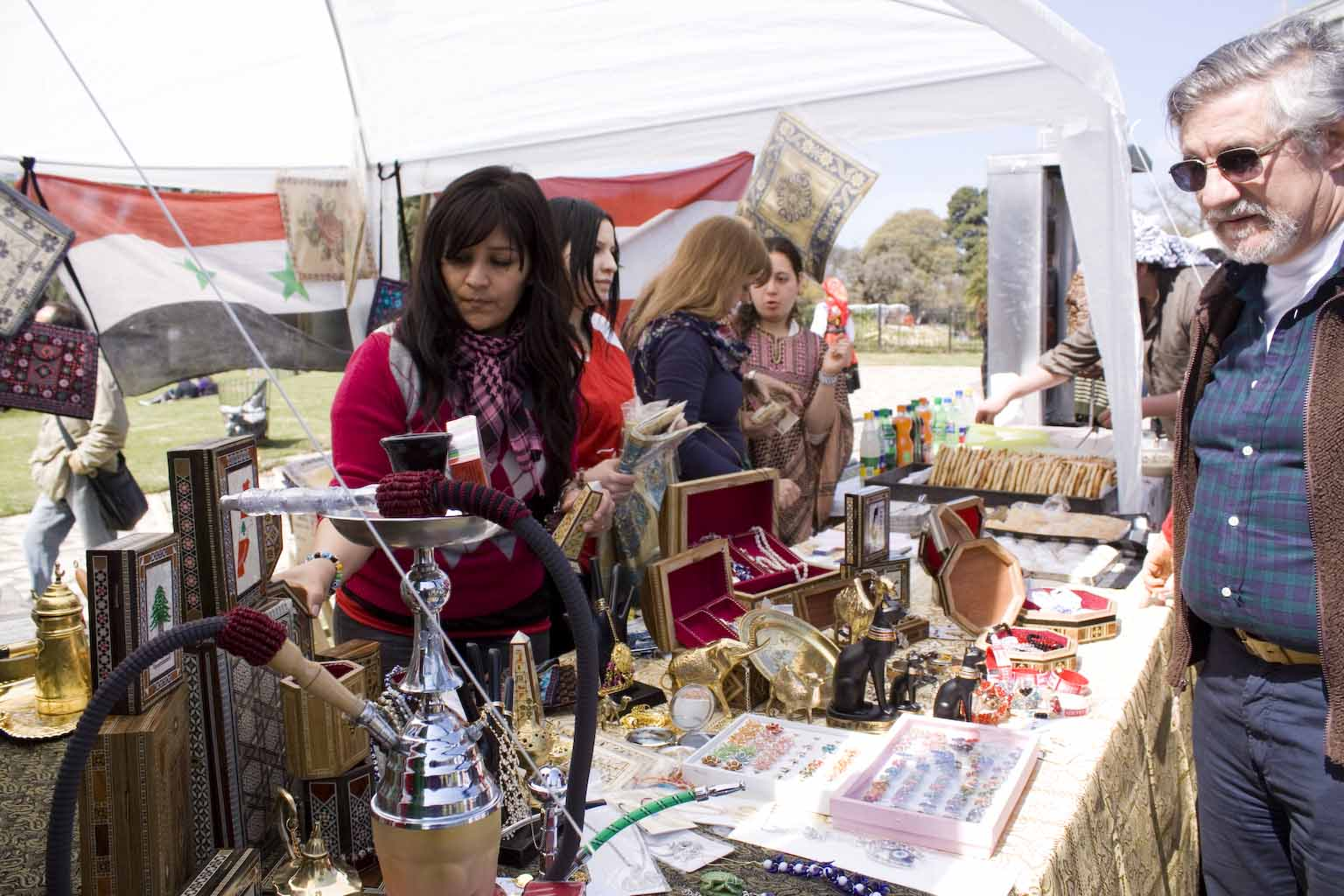
Уличные торговцы в Буэнос-Айресе (Аргентина), фото 2011 года.

В Аргентине уличный торговец называется «мантеро» (исп. mantero). Это слово происходит от испанского manta, что переводится как «одеяло» — эти торговцы продают свои разнообразные товары нелегально, обычно раскладывая их поверх одеяла. По большей части это нелегальные иммигранты без документов и жертвы торговли людьми, подлежащие принудительному труду. Что касается столицы страны, Буэнос-Айреса, то очень большое количество уличных торговцев присутствует на пешеходной улице Флорида. Согласно оценкам, один мантеро в Буэнос-Айресе в день зарабатывает 2000—3500 песо.

### Африка

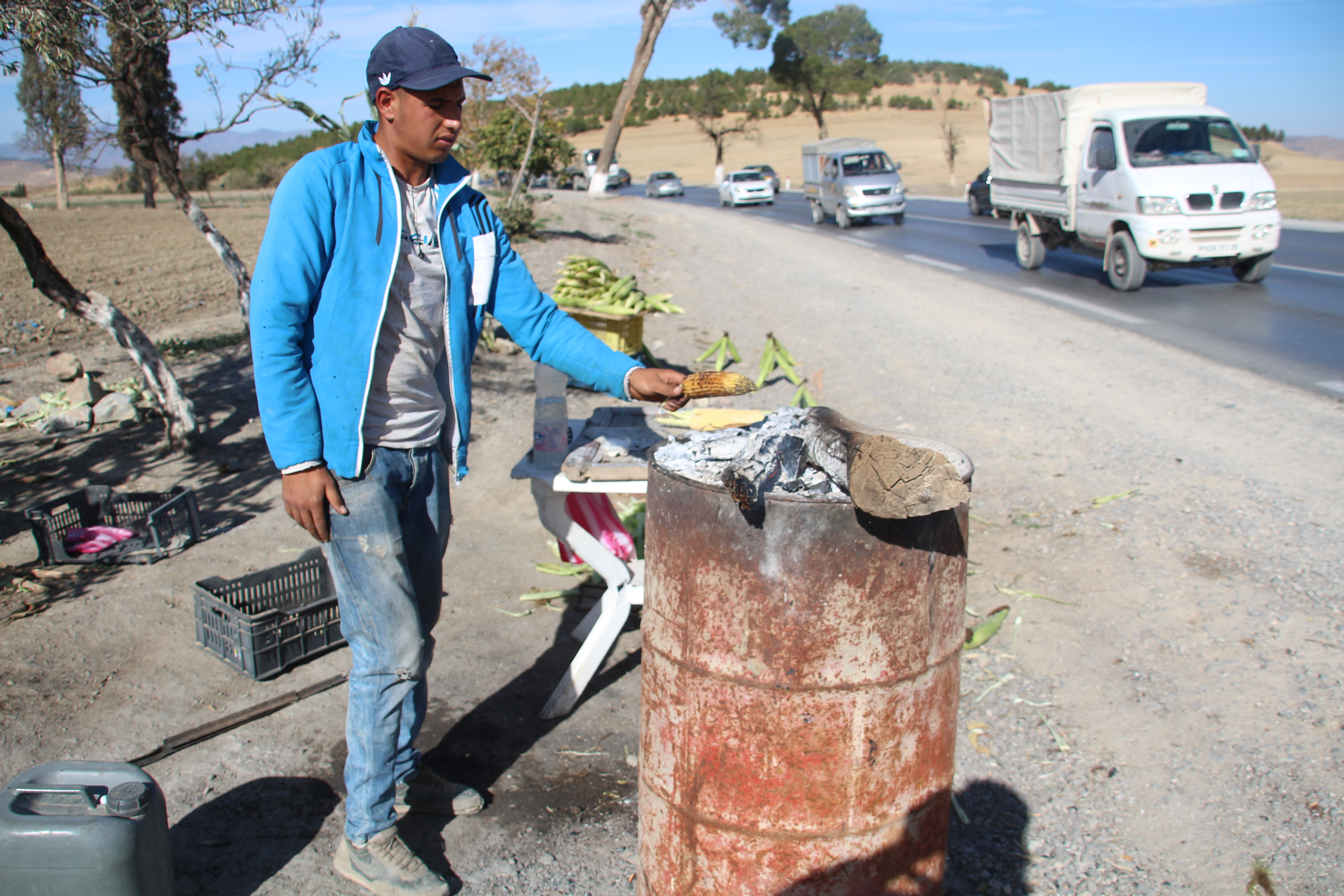
Уличный торговец в Алжире, фото 2017 года.

Уличные торговцы очень распространены в крупных городах Африки. Они продают широкий ассортимент товаров, наиболее часто: рыба, фрукты, овощи, одежда и книги. В пригородных районах торговцы ходят «от двери к двери»; в городах они обычно устанавливают прилавки или раскладывают свои товары на земле. Цены у уличных торговцев заметно ниже, чем в магазинах, поэтому их услугами охотно пользуются небогатые люди.

### Бангладеш

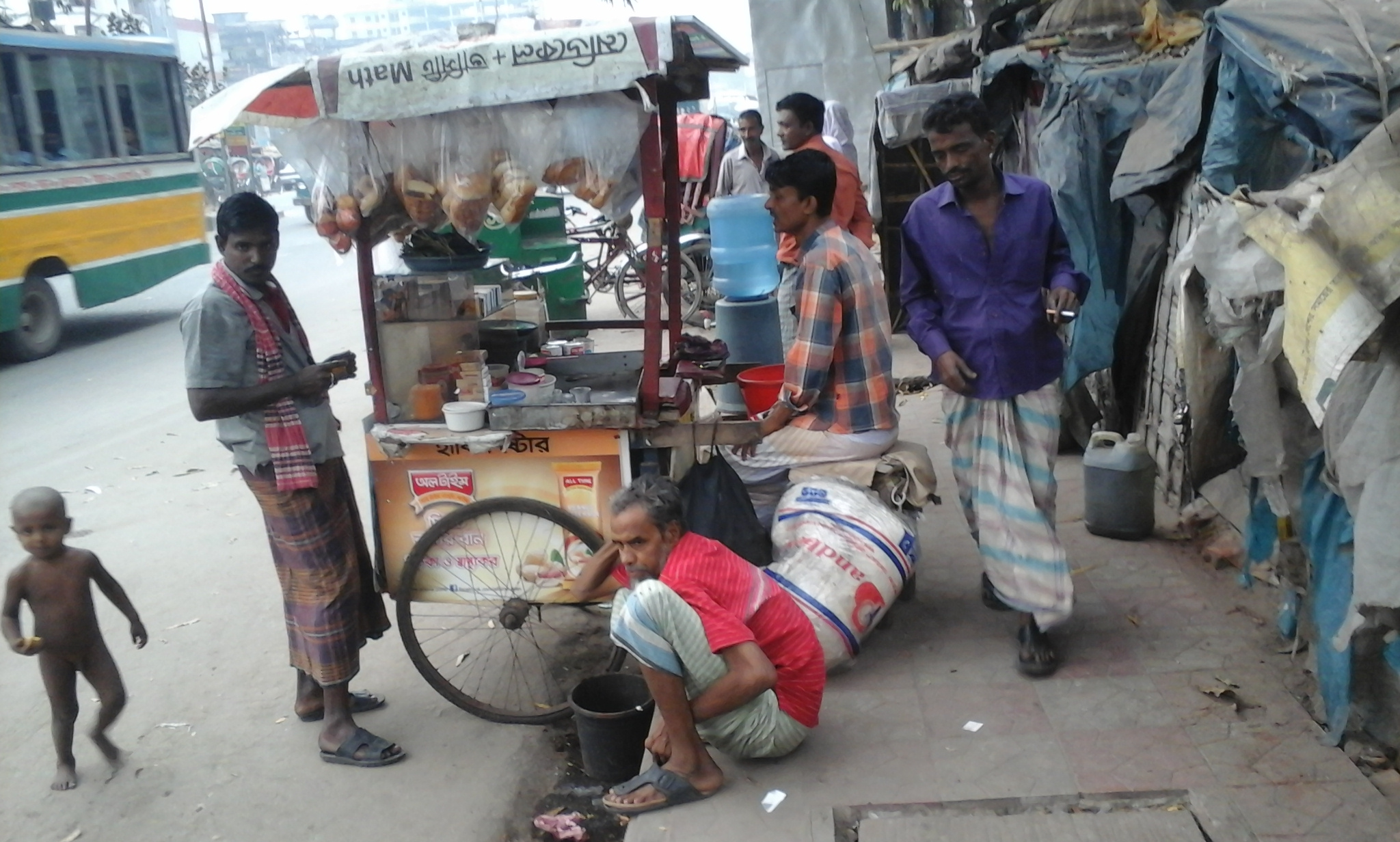
Уличные торговцы в Дакке (Бангладеш), фото 2017 года.

В Дакке уличные торговцы, такие как небольшие чайные киоски и популярные продуктовые лавки (фульки, чотпоти) вдоль общественных пространств (кампусы, автобусные вокзалы, рынки), играют важную роль в обслуживании городского населения.
Вообще, в Юго-Восточной Азии средний заработок торговца уличной едой может быть в 3—10 раз выше минимальной заработной платы и часто сопоставим с зарплатой квалифицированных рабочих, занятых в формальном секторе.

### Бразилия

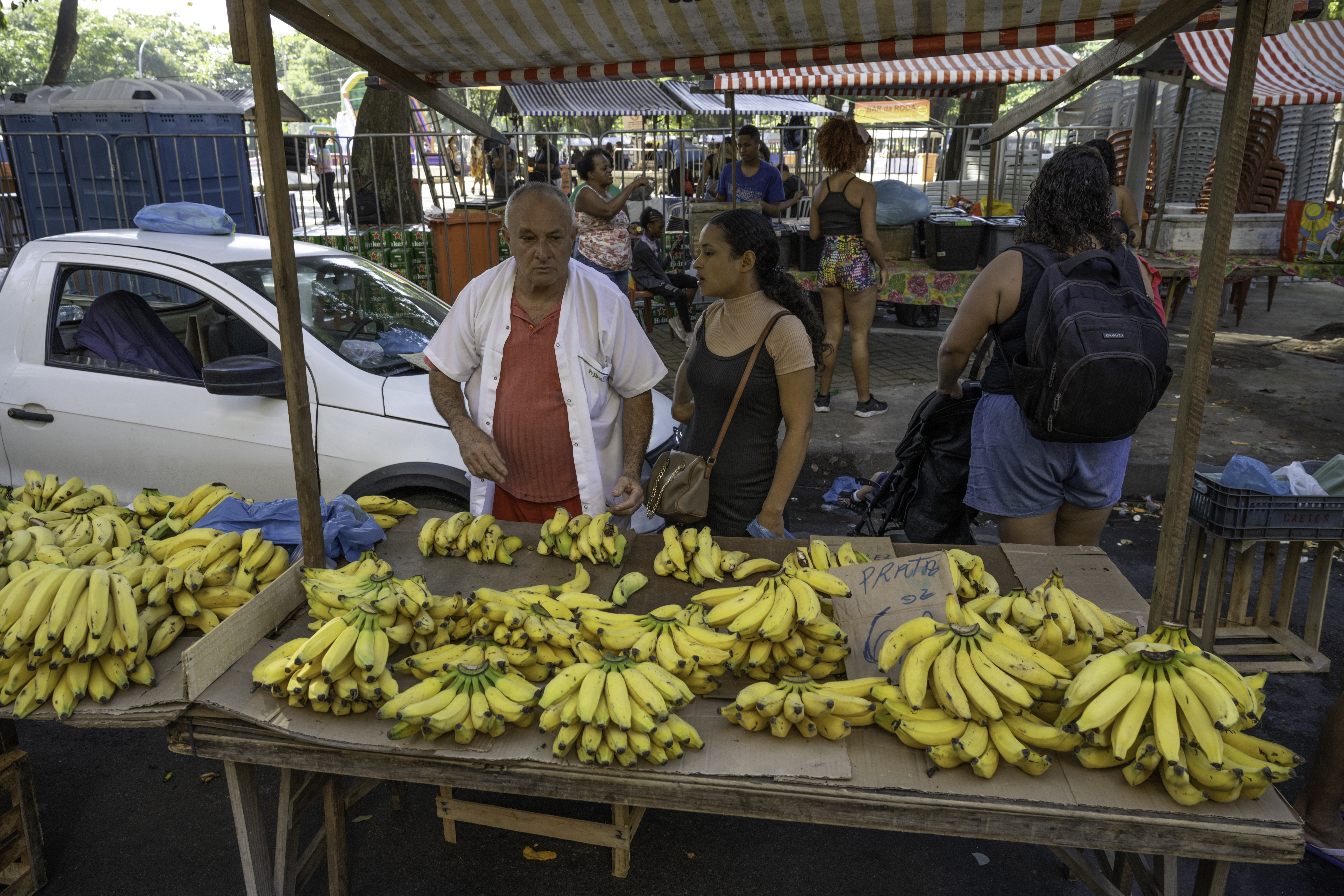
Уличные торговцы в Рио-де-Жанейро (Бразилия), фото 2023 года.

В Бразилии уличный торговец называется «камельо» (порт. camelô); это слово происходит от французского camelot, что означает «торговец некачественными товарами». Полицейские часто вступают в конфликт — нередко физический — с камельо за продажу некачественной продукции (часто привезённой из Азии), ненадлежащее использование общественного пространства (перекрытие тротуаров, затруднение пешеходного движения) и за неуплату тех же налогов, которые платят лицензированные розничные торговцы. 

### ВикторианскийЛондон
В XIX веке в Лондоне было огромное количество костермонгеров. Компания по производству безалкогольных напитков R. White’s начала свою деятельность в 1845 году, когда Роберт и Мэри Уайт продавали свои напитки по южному Лондону, развозя их на тачках. В то время в Лондоне также было очень большое количество уличных торговцев «от двери до двери», предлагавших жителям купить у них маффины.

### Гонконг

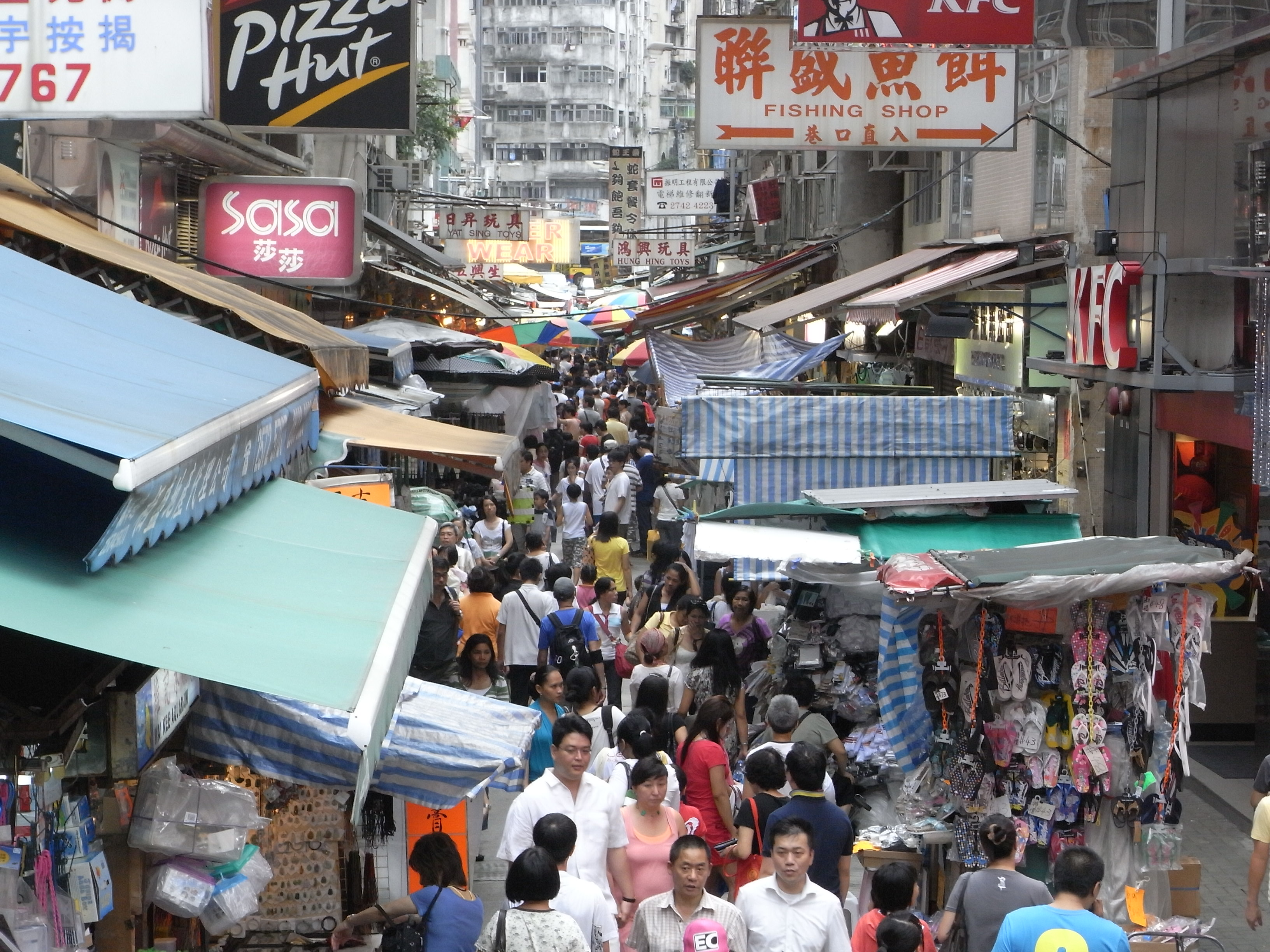
Уличные торговцы в Ваньчае (Гонконг), фото 2010 года.

Основная статья: Уличные торговцы в Гонконге
Большим количеством уличных торговцев известны такие районы как Вонкок, Самсёйпоу и Куньтхон.
На протяжении многих десятилетий торговля с лотков служила для низших классов средством заработка в Гонконге и позволяла покупателям пользоваться удобством и низкой стоимостью таких товаров. Однако правительство долгое время считало эту практику вредной для общественной гигиены, поэтому она контролировалась Городским советом и его преемником, Департаментом гигиены питания и окружающей среды.

### Индия

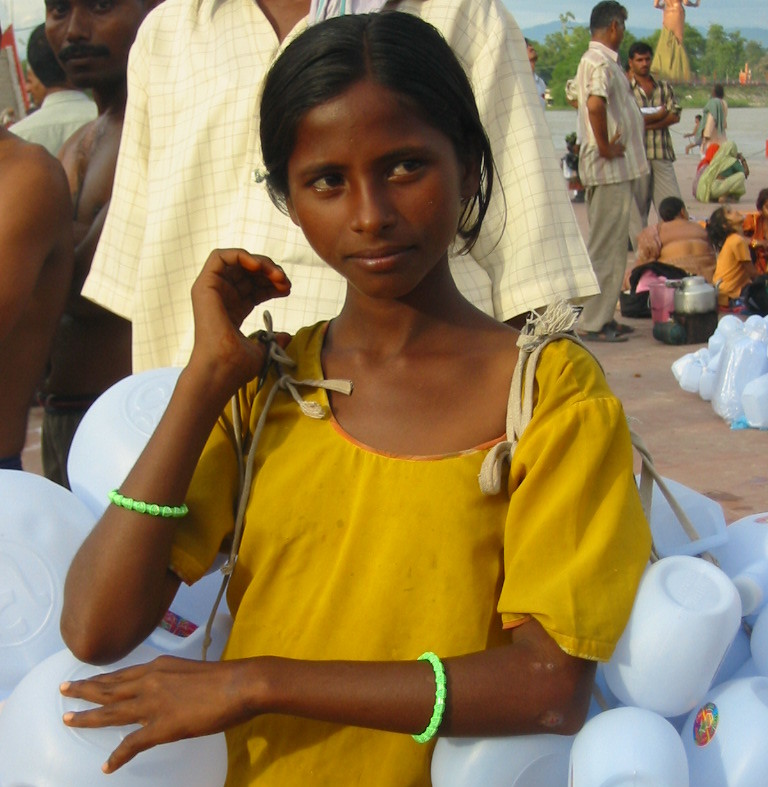
Девочка в городе Хардвар (Индия) продаёт пластиковые контейнеры желающим набрать воду из Ганга, фото 2004 года. Вообще, в Южной Азии большое количество уличных торговцев — детей.

Согласно данным, предоставленным Министерством жилищного строительства и борьбы с городской бедностью Индии,  в Индии насчитывается около 10 миллионов уличных торговцев, из них в Мумбаи — ок. 250 000, в Дели — ок. 200 000, в Калькутте — более 150 000 и в Ахмадабаде — ок. 100 000. Большинство из них — иммигранты или уволенные работники, они работают по 10—12 часов в день и остаются бедняками. Хотя господствующий в индийской бюрократии режим лицензирования закончился для большинства розничных магазинов в 1990-х годах, он продолжается в сфере уличной торговли. Неподходящий лимит лицензий в большинстве городов, таких как Мумбаи, где максимальный показатель составляет 14 000 лицензий, означает, что все больше продавцов продают свои товары нелегально, что также делает их подверженными культуре взяточничества и вымогательства со стороны местной полиции и муниципальных властей, помимо преследований, крупных штрафов и внезапных выселений.
В Индии существуют профсоюзы уличных торговцев. В 2014 году правительством был принят Закон об уличных торговцах, в котором были прописаны права уличных торговцев, говорилось об их социальном обеспечении.
См. также: Уличные торговцы в Калькутте

### Мексика

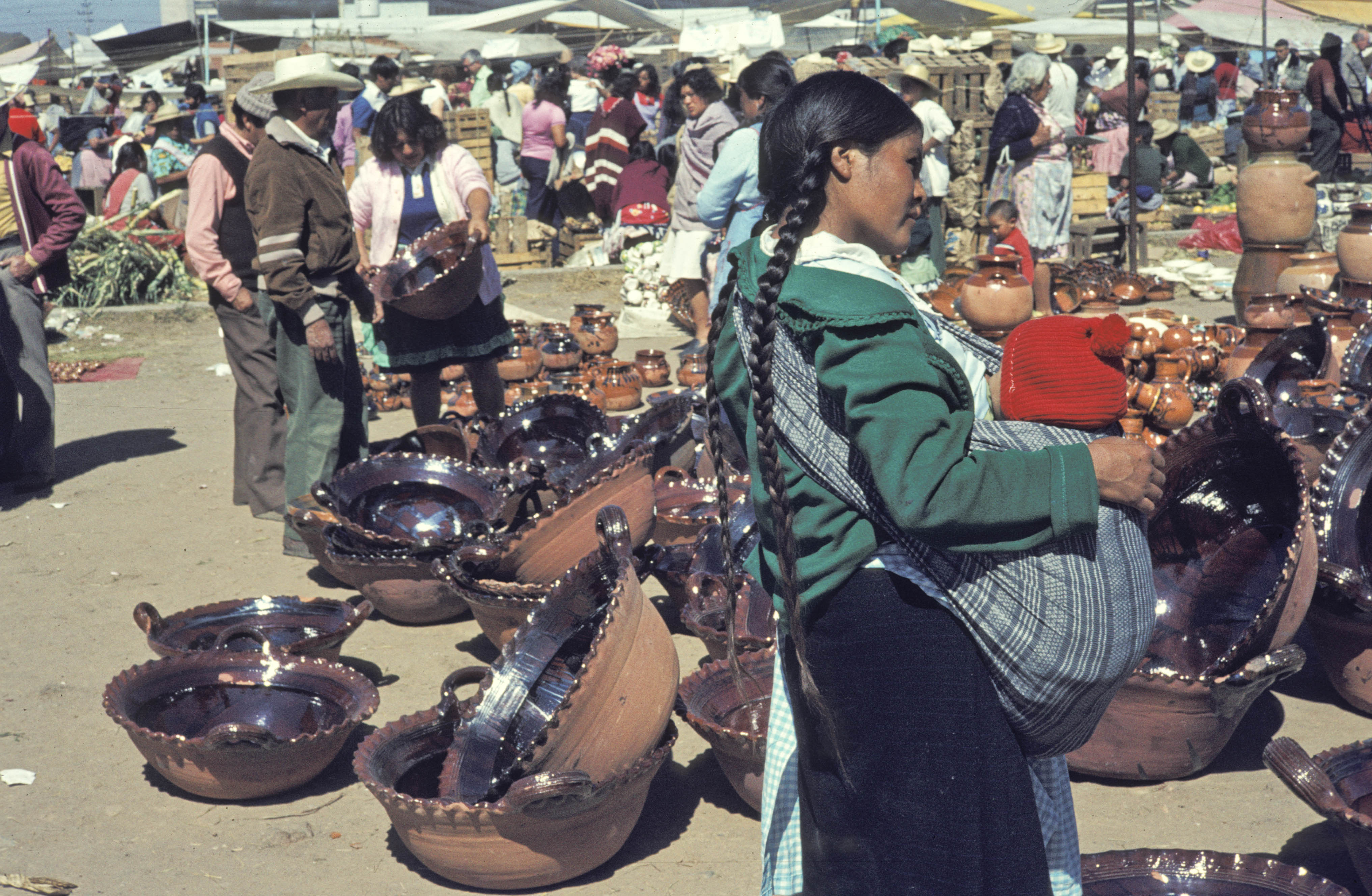
Уличные торговцы в Мехико (Мексика), фото 2012 года.

Известно, что уличные торговцы в большом количестве были в Мехико ещё в до-испанскую эпоху. Ныне их называют тореро, «потому что они бегут по улице, надеясь не встретить полицейских, как если бы это был обезумевший бык, который их преследует».
Согласно исследованию 2003 года, в Мехико было около 200 000 уличных торговцев.
Город Оахака известен огромным количеством уличных торговцев тортильей.
См. также: Уличные торговцы в Мехико

### Россия

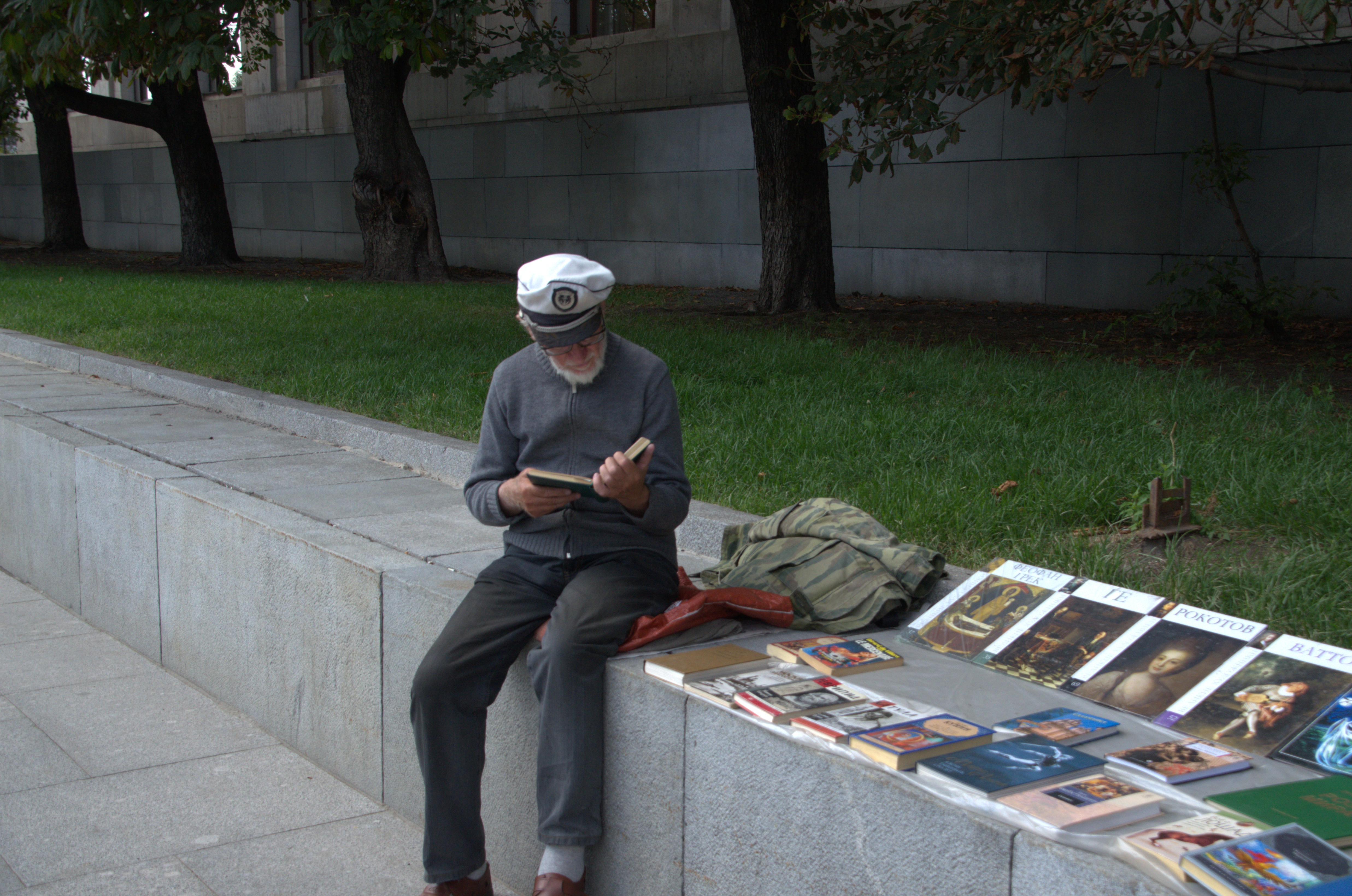
Уличный торговец книгами в Москве, фото 2016 года.

Уличная торговля официально появилась в России в 1992 году после того как президент Борис Ельцин издал указ «О свободе торговли». Тысячи людей вышли на улицу: это была одна из немногих возможностей быстро заработать на жизнь. Производительный труд перестал считаться престижным среди молодежи, росли «нетрудовые доходы» (в том числе у работников государственной торговли). Продавалось много товаров низкого качества, на уличных рынках рос уровень криминала и антисанитарии. Появились вещевые рынки, самые крупные и известные из которых — «Лужа» и «Черкизон».
Ныне в России «стихийная» торговля запрещена. Чтобы законно торговать на улице, необходимо договориться с местной администрацией, которая предложит два варианта:
- арендовать место под нестационарный торговый объект в специально отведённом месте — так можно поставить палатку или лоток на длительный срок
- выкупить место на ярмарке, но это формат торговли от случая к случаю, так как ярмарки работают непостоянно и тоже в строго отведённых местах[22]

Налоговый кодекс выделяет два типа продаж за пределами розничного магазина (уличной торговли):
- разносная торговля — оплату принимают на дому, на улице или в транспорте. Сюда относится торговля с рук, лотков, из корзин и ручных тележек. Например, продают книги в вагонах электрички; приходят в офис и предлагают купить бытовую химию (бутылочки с химией у продавца уже при себе, в ручной тележке)
- развозная торговля — товары продают из специально оборудованного транспорта (в т. ч. с холодильником), например автоприцепа, фургона, автоцистерны. Например, разливают квас из автоцистерны; продают продукты питания из фургона, например фрукты (но не готовые блюда, как сэндвичи и т. п.)[23]

С рук запрещено продавать съедобные товары без потребительской упаковки, лекарства и медицинские изделия, ювелирные изделия из драгоценных камней, сигареты, кальян, айкосы, электронные сигареты, алкоголь.

Уличный продавец обязан соблюдать права потребителей точно так же, как обычный магазин.

За деятельностью уличных торговцев следят несколько государственных органов: налоговая инспекция, Роспотребнадзор, полиция и Госавтоинспекция.
Уличная реализация товаров разрешена только в том случае, если бизнес продавца зарегистрирован официально, а на торговую точку имеется договор аренды или субаренды (исключение — участие в ярмарках).

### Северная Америка

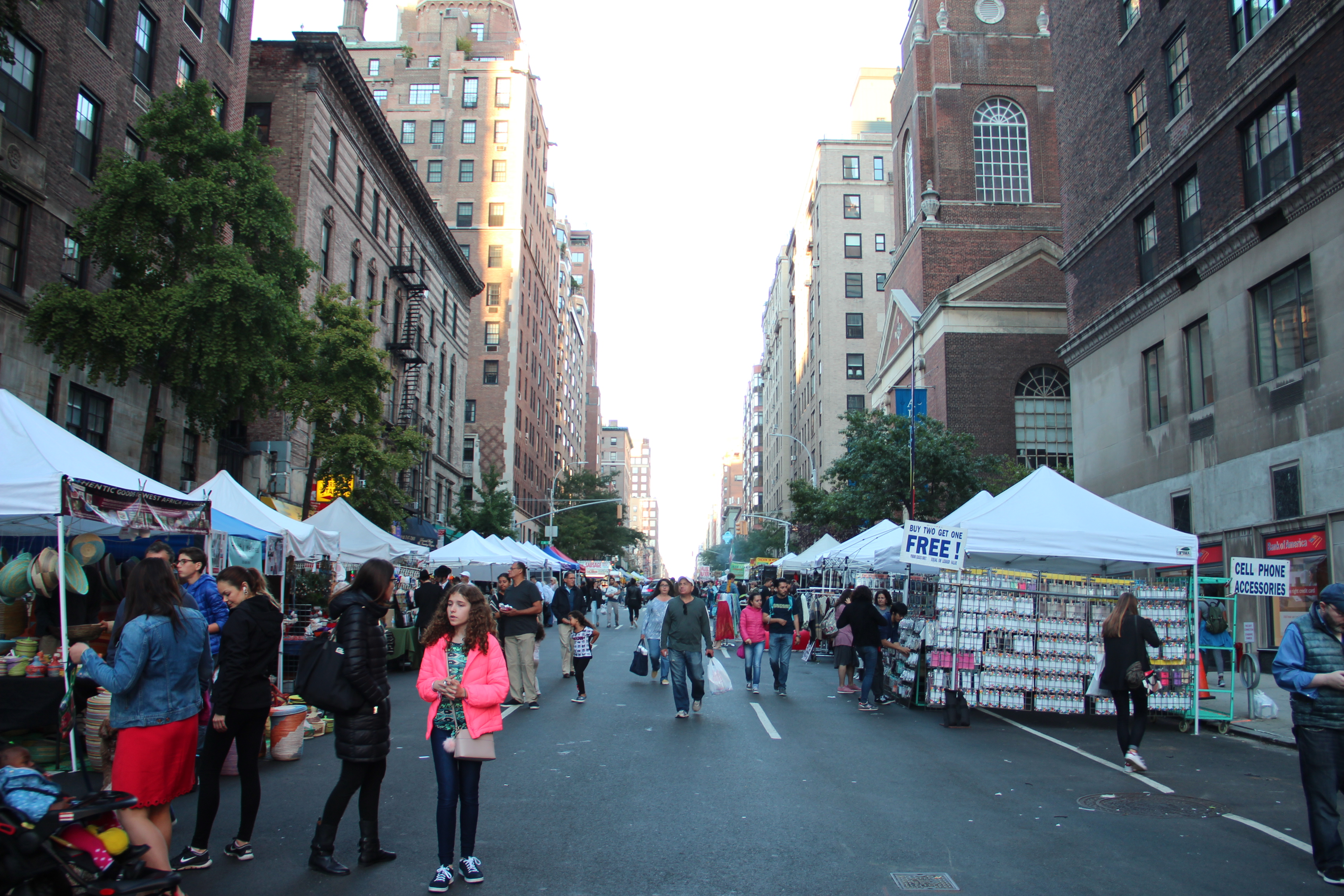
Уличная торговля на Лексингтон-авеню (Манхэттен, Нью-Йорк, США), фото 2017 года.

В крупных городах США и Канады уличные торговцы продают закуски (наиболее часто — банановые чипсы, сахарную вату, жареную лапшу), напитки (бабл-чай) и мороженое, а также несъедобные товары, такие как украшения, одежда, книги и картины.
Распространён тип «стадионный разносчик» — продавец, ходящий по рядам и предлагающий закуски с напитками болельщикам.